# Wurthfleth
Wurthfleth (platduits: Wortfleet) is een dorp en voormalige gemeente in het Landkreis Cuxhaven in de deelstaat Nedersaksen. Het dorp werd in 1974 gevoegd bij de gemeente Sandstedt die zelf in 2014 opging in Hagen im Bremischen. Het gehucht Rechtebe, ten noorden van Wurthfleth,  is deel van het dorp. 

Ligging van Wortfleth in de gemeente Hagen im Bremischen

Wurtfleth wordt in het zuiden en westen begrensd door Schwanewede. Tot die buurgemeente behoort ook het Harriersand, een 11 km lang riviereiland in de Wezer.
Zie verder onder: Hagen im Bremischen.